# Шахматная композиция
Шахматная композиция — создание («составление») шахматных задач и этюдов. Базируется на средствах и правилах практической игры и представляет собой независимую форму шахматного творчества. Она раскрывает красоту шахматных комбинаций, постоянно развивающуюся и привлекающую всё новых любителей.
Композицию образно называют поэзией шахмат, поскольку она отражает практику шахматной игры так, как искусство — реальную жизнь. Шахматный композитор заставляет фигуры делать максимум возможного на шахматной доске, выявлять ещё не раскрытую их силу, всесторонне используя правила шахматной игры.

## История
Зарождение шахматной композиции относят к рубежу VIII—IX веков, когда впервые были сделаны попытки составления так называемых «мансуб» (в переводе с арабского: «то, что было воздвигнуто, учреждено, устроено»). С тех пор и до наших дней шахматная композиция прошла долгий путь развития.
Первыми неофициальными первенствами мира по шахматной композиции считаются заочные матчи-турниры ФИДЕ, которые проводились с 1972 года. В настоящее время существуют официальные чемпионаты мира по шахматной композиции: командные (WCCT, англ. World Chess Composing Tournament) и личные (WCCI, англ. World Championship in Composing for Individuals).

## Основные принципы
В целом задача шахматного композитора состоит в создании ограниченной по количеству участвующих фигур позиции, относительно которой решающий должен найти последовательность ходов, гарантированно приводящих к заданному результату.
К позициям, создаваемым в шахматной композиции, предъявляется набор общих технических и художественных требований. К техническим требованиям относятся:
- легальность начальной позиции, то есть возможность получения её из начальной позиции шахматной партии последовательностью ходов, не противоречащих правилам;
- решаемость во всех вариантах, то есть отсутствие у гипотетического противника возможности избежать достижения цели, поставленной перед решающим;
- единственность решения — позиция допускает лишь один, задуманный автором, путь достижения требуемого результата[4], который и требуется найти решающему.

К художественным требованиям относятся экономичность формы и содержания, выразительность замысла, красота решения. Два последних требования сложно определить кратко, первое же заключается в том, чтобы в решении задачи были использованы, тем или иным образом, все имеющиеся на доске фигуры (не должно быть лишних, неработающих, фигур или пешек, решение должно достигаться за минимальное число ходов).
- Взятие на проходе вступительным ходом решения считается возможным только тогда, когда с помощью ретроанализа можно совершенно точно установить, что именно на предыдущем ходу ходила на два поля именно та пешка, которую предполагается взять на проходе. При этом не должно быть ни одной доказательной партии, которая бы заканчивалась другим ходом.
- Рокировка по ходу решения по умолчанию всегда считается возможной, если только нельзя совершенно точно установить с помощью ретроанализа, что король или ладья уже ходили.

## Виды шахматной композиции
Различают два основных вида шахматной композиции — задачи и этюды.
Шахматный этюд — это искусственная позиция, близко стоящая к окончанию практической партии. В этюде начинают белые (если в условии отдельно не оговорено, что начинают чёрные), а заданием является или выигрыш, то есть достижение позиции, в которой очевидна победа белых, или достижение ничьей, то есть позиции, в которой очевиден ничейный исход борьбы. Количество ходов заданием не обуславливается.
Шахматная задача — искусственная позиция, в которой некоторое условие (например, дать мат чёрным) должно быть выполнено в определённое число ходов. Это число ходов отдельно оговаривается в задании (например: «мат в 3 хода»). Поэтому в задачах не важны ни число фигур, ни сила сторон. Для решения задачи необходимо найти замаскированный способ выполнить задание.
К особым видам композиции относят композиции со специфическими заданиями — например, восстановление шахматной партии, приводящей к заданной позиции из начальной расстановки фигур, различные математические и конструкционные задачи, и пр.

## Разделы шахматной композиции
Ортодоксальная композиция использует цель (мат чёрному королю, выигрыш или ничья), материал (обычная шахматная доска и комплект шахматных фигур) и средства (правила игры), заимствованные из практических шахмат. Жанрами ортодоксальной композиции являются этюды, одно-, двух-, трёх- и многоходовые задачи, а также задачи и этюды на ретроградный анализ.
Неортодоксальная композиция основана на изменении цели задания. Двумя жанрами неортодоксальной композиции являются задания на кооперативный и обратный мат.
В задачах на кооперативный мат решение начинается с хода чёрных (если в условии отдельно не оговорено иное), которые помогают белым в необходимое количество ходов объявить мат собственному королю.
В задачах на обратный мат белые вынуждают чёрных поставить мат в заданное количество ходов белому королю.
В сказочной композиции, помимо изменения цели, используются не встречающиеся в практической игре сказочные фигуры, нестандартные шахматные доски (изменённый материал), а также иные правила шахматной игры (изменённые средства).
В особых видах шахматной композиции используются специальные задания.
В ретроаналитических задачах целью является исследование прошлого некоторой позиции.
Математические шахматные задачи представляют собой математические задачи с использованием шахматной доски и/или шахматных фигур.
В конструкционных задачах целью является нахождение формы реализации некоторого шахматного замысла, реконструкция шахматной задачи по некоторым имеющимся данным и т. п.

## Примеры

### Задача
|   | a | b | c | d | e | f | g | h |   |
| - | --- | --- | --- | --- | --- | --- | --- | --- | - |
| 8 | f8 белый конь · h8 чёрный король · f7 белая пешка · g7 чёрная пешка · h7 чёрная пешка · c4 белый ферзь · g4 чёрная пешка · a1 чёрный слон · h1 белый король | f8 белый конь · h8 чёрный король · f7 белая пешка · g7 чёрная пешка · h7 чёрная пешка · c4 белый ферзь · g4 чёрная пешка · a1 чёрный слон · h1 белый король | f8 белый конь · h8 чёрный король · f7 белая пешка · g7 чёрная пешка · h7 чёрная пешка · c4 белый ферзь · g4 чёрная пешка · a1 чёрный слон · h1 белый король | f8 белый конь · h8 чёрный король · f7 белая пешка · g7 чёрная пешка · h7 чёрная пешка · c4 белый ферзь · g4 чёрная пешка · a1 чёрный слон · h1 белый король | f8 белый конь · h8 чёрный король · f7 белая пешка · g7 чёрная пешка · h7 чёрная пешка · c4 белый ферзь · g4 чёрная пешка · a1 чёрный слон · h1 белый король | f8 белый конь · h8 чёрный король · f7 белая пешка · g7 чёрная пешка · h7 чёрная пешка · c4 белый ферзь · g4 чёрная пешка · a1 чёрный слон · h1 белый король | f8 белый конь · h8 чёрный король · f7 белая пешка · g7 чёрная пешка · h7 чёрная пешка · c4 белый ферзь · g4 чёрная пешка · a1 чёрный слон · h1 белый король | f8 белый конь · h8 чёрный король · f7 белая пешка · g7 чёрная пешка · h7 чёрная пешка · c4 белый ферзь · g4 чёрная пешка · a1 чёрный слон · h1 белый король | 8 |
| 7 | f8 белый конь · h8 чёрный король · f7 белая пешка · g7 чёрная пешка · h7 чёрная пешка · c4 белый ферзь · g4 чёрная пешка · a1 чёрный слон · h1 белый король | f8 белый конь · h8 чёрный король · f7 белая пешка · g7 чёрная пешка · h7 чёрная пешка · c4 белый ферзь · g4 чёрная пешка · a1 чёрный слон · h1 белый король | f8 белый конь · h8 чёрный король · f7 белая пешка · g7 чёрная пешка · h7 чёрная пешка · c4 белый ферзь · g4 чёрная пешка · a1 чёрный слон · h1 белый король | f8 белый конь · h8 чёрный король · f7 белая пешка · g7 чёрная пешка · h7 чёрная пешка · c4 белый ферзь · g4 чёрная пешка · a1 чёрный слон · h1 белый король | f8 белый конь · h8 чёрный король · f7 белая пешка · g7 чёрная пешка · h7 чёрная пешка · c4 белый ферзь · g4 чёрная пешка · a1 чёрный слон · h1 белый король | f8 белый конь · h8 чёрный король · f7 белая пешка · g7 чёрная пешка · h7 чёрная пешка · c4 белый ферзь · g4 чёрная пешка · a1 чёрный слон · h1 белый король | f8 белый конь · h8 чёрный король · f7 белая пешка · g7 чёрная пешка · h7 чёрная пешка · c4 белый ферзь · g4 чёрная пешка · a1 чёрный слон · h1 белый король | f8 белый конь · h8 чёрный король · f7 белая пешка · g7 чёрная пешка · h7 чёрная пешка · c4 белый ферзь · g4 чёрная пешка · a1 чёрный слон · h1 белый король | 7 |
| 6 | f8 белый конь · h8 чёрный король · f7 белая пешка · g7 чёрная пешка · h7 чёрная пешка · c4 белый ферзь · g4 чёрная пешка · a1 чёрный слон · h1 белый король | f8 белый конь · h8 чёрный король · f7 белая пешка · g7 чёрная пешка · h7 чёрная пешка · c4 белый ферзь · g4 чёрная пешка · a1 чёрный слон · h1 белый король | f8 белый конь · h8 чёрный король · f7 белая пешка · g7 чёрная пешка · h7 чёрная пешка · c4 белый ферзь · g4 чёрная пешка · a1 чёрный слон · h1 белый король | f8 белый конь · h8 чёрный король · f7 белая пешка · g7 чёрная пешка · h7 чёрная пешка · c4 белый ферзь · g4 чёрная пешка · a1 чёрный слон · h1 белый король | f8 белый конь · h8 чёрный король · f7 белая пешка · g7 чёрная пешка · h7 чёрная пешка · c4 белый ферзь · g4 чёрная пешка · a1 чёрный слон · h1 белый король | f8 белый конь · h8 чёрный король · f7 белая пешка · g7 чёрная пешка · h7 чёрная пешка · c4 белый ферзь · g4 чёрная пешка · a1 чёрный слон · h1 белый король | f8 белый конь · h8 чёрный король · f7 белая пешка · g7 чёрная пешка · h7 чёрная пешка · c4 белый ферзь · g4 чёрная пешка · a1 чёрный слон · h1 белый король | f8 белый конь · h8 чёрный король · f7 белая пешка · g7 чёрная пешка · h7 чёрная пешка · c4 белый ферзь · g4 чёрная пешка · a1 чёрный слон · h1 белый король | 6 |
| 5 | f8 белый конь · h8 чёрный король · f7 белая пешка · g7 чёрная пешка · h7 чёрная пешка · c4 белый ферзь · g4 чёрная пешка · a1 чёрный слон · h1 белый король | f8 белый конь · h8 чёрный король · f7 белая пешка · g7 чёрная пешка · h7 чёрная пешка · c4 белый ферзь · g4 чёрная пешка · a1 чёрный слон · h1 белый король | f8 белый конь · h8 чёрный король · f7 белая пешка · g7 чёрная пешка · h7 чёрная пешка · c4 белый ферзь · g4 чёрная пешка · a1 чёрный слон · h1 белый король | f8 белый конь · h8 чёрный король · f7 белая пешка · g7 чёрная пешка · h7 чёрная пешка · c4 белый ферзь · g4 чёрная пешка · a1 чёрный слон · h1 белый король | f8 белый конь · h8 чёрный король · f7 белая пешка · g7 чёрная пешка · h7 чёрная пешка · c4 белый ферзь · g4 чёрная пешка · a1 чёрный слон · h1 белый король | f8 белый конь · h8 чёрный король · f7 белая пешка · g7 чёрная пешка · h7 чёрная пешка · c4 белый ферзь · g4 чёрная пешка · a1 чёрный слон · h1 белый король | f8 белый конь · h8 чёрный король · f7 белая пешка · g7 чёрная пешка · h7 чёрная пешка · c4 белый ферзь · g4 чёрная пешка · a1 чёрный слон · h1 белый король | f8 белый конь · h8 чёрный король · f7 белая пешка · g7 чёрная пешка · h7 чёрная пешка · c4 белый ферзь · g4 чёрная пешка · a1 чёрный слон · h1 белый король | 5 |
| 4 | f8 белый конь · h8 чёрный король · f7 белая пешка · g7 чёрная пешка · h7 чёрная пешка · c4 белый ферзь · g4 чёрная пешка · a1 чёрный слон · h1 белый король | f8 белый конь · h8 чёрный король · f7 белая пешка · g7 чёрная пешка · h7 чёрная пешка · c4 белый ферзь · g4 чёрная пешка · a1 чёрный слон · h1 белый король | f8 белый конь · h8 чёрный король · f7 белая пешка · g7 чёрная пешка · h7 чёрная пешка · c4 белый ферзь · g4 чёрная пешка · a1 чёрный слон · h1 белый король | f8 белый конь · h8 чёрный король · f7 белая пешка · g7 чёрная пешка · h7 чёрная пешка · c4 белый ферзь · g4 чёрная пешка · a1 чёрный слон · h1 белый король | f8 белый конь · h8 чёрный король · f7 белая пешка · g7 чёрная пешка · h7 чёрная пешка · c4 белый ферзь · g4 чёрная пешка · a1 чёрный слон · h1 белый король | f8 белый конь · h8 чёрный король · f7 белая пешка · g7 чёрная пешка · h7 чёрная пешка · c4 белый ферзь · g4 чёрная пешка · a1 чёрный слон · h1 белый король | f8 белый конь · h8 чёрный король · f7 белая пешка · g7 чёрная пешка · h7 чёрная пешка · c4 белый ферзь · g4 чёрная пешка · a1 чёрный слон · h1 белый король | f8 белый конь · h8 чёрный король · f7 белая пешка · g7 чёрная пешка · h7 чёрная пешка · c4 белый ферзь · g4 чёрная пешка · a1 чёрный слон · h1 белый король | 4 |
| 3 | f8 белый конь · h8 чёрный король · f7 белая пешка · g7 чёрная пешка · h7 чёрная пешка · c4 белый ферзь · g4 чёрная пешка · a1 чёрный слон · h1 белый король | f8 белый конь · h8 чёрный король · f7 белая пешка · g7 чёрная пешка · h7 чёрная пешка · c4 белый ферзь · g4 чёрная пешка · a1 чёрный слон · h1 белый король | f8 белый конь · h8 чёрный король · f7 белая пешка · g7 чёрная пешка · h7 чёрная пешка · c4 белый ферзь · g4 чёрная пешка · a1 чёрный слон · h1 белый король | f8 белый конь · h8 чёрный король · f7 белая пешка · g7 чёрная пешка · h7 чёрная пешка · c4 белый ферзь · g4 чёрная пешка · a1 чёрный слон · h1 белый король | f8 белый конь · h8 чёрный король · f7 белая пешка · g7 чёрная пешка · h7 чёрная пешка · c4 белый ферзь · g4 чёрная пешка · a1 чёрный слон · h1 белый король | f8 белый конь · h8 чёрный король · f7 белая пешка · g7 чёрная пешка · h7 чёрная пешка · c4 белый ферзь · g4 чёрная пешка · a1 чёрный слон · h1 белый король | f8 белый конь · h8 чёрный король · f7 белая пешка · g7 чёрная пешка · h7 чёрная пешка · c4 белый ферзь · g4 чёрная пешка · a1 чёрный слон · h1 белый король | f8 белый конь · h8 чёрный король · f7 белая пешка · g7 чёрная пешка · h7 чёрная пешка · c4 белый ферзь · g4 чёрная пешка · a1 чёрный слон · h1 белый король | 3 |
| 2 | f8 белый конь · h8 чёрный король · f7 белая пешка · g7 чёрная пешка · h7 чёрная пешка · c4 белый ферзь · g4 чёрная пешка · a1 чёрный слон · h1 белый король | f8 белый конь · h8 чёрный король · f7 белая пешка · g7 чёрная пешка · h7 чёрная пешка · c4 белый ферзь · g4 чёрная пешка · a1 чёрный слон · h1 белый король | f8 белый конь · h8 чёрный король · f7 белая пешка · g7 чёрная пешка · h7 чёрная пешка · c4 белый ферзь · g4 чёрная пешка · a1 чёрный слон · h1 белый король | f8 белый конь · h8 чёрный король · f7 белая пешка · g7 чёрная пешка · h7 чёрная пешка · c4 белый ферзь · g4 чёрная пешка · a1 чёрный слон · h1 белый король | f8 белый конь · h8 чёрный король · f7 белая пешка · g7 чёрная пешка · h7 чёрная пешка · c4 белый ферзь · g4 чёрная пешка · a1 чёрный слон · h1 белый король | f8 белый конь · h8 чёрный король · f7 белая пешка · g7 чёрная пешка · h7 чёрная пешка · c4 белый ферзь · g4 чёрная пешка · a1 чёрный слон · h1 белый король | f8 белый конь · h8 чёрный король · f7 белая пешка · g7 чёрная пешка · h7 чёрная пешка · c4 белый ферзь · g4 чёрная пешка · a1 чёрный слон · h1 белый король | f8 белый конь · h8 чёрный король · f7 белая пешка · g7 чёрная пешка · h7 чёрная пешка · c4 белый ферзь · g4 чёрная пешка · a1 чёрный слон · h1 белый король | 2 |
| 1 | f8 белый конь · h8 чёрный король · f7 белая пешка · g7 чёрная пешка · h7 чёрная пешка · c4 белый ферзь · g4 чёрная пешка · a1 чёрный слон · h1 белый король | f8 белый конь · h8 чёрный король · f7 белая пешка · g7 чёрная пешка · h7 чёрная пешка · c4 белый ферзь · g4 чёрная пешка · a1 чёрный слон · h1 белый король | f8 белый конь · h8 чёрный король · f7 белая пешка · g7 чёрная пешка · h7 чёрная пешка · c4 белый ферзь · g4 чёрная пешка · a1 чёрный слон · h1 белый король | f8 белый конь · h8 чёрный король · f7 белая пешка · g7 чёрная пешка · h7 чёрная пешка · c4 белый ферзь · g4 чёрная пешка · a1 чёрный слон · h1 белый король | f8 белый конь · h8 чёрный король · f7 белая пешка · g7 чёрная пешка · h7 чёрная пешка · c4 белый ферзь · g4 чёрная пешка · a1 чёрный слон · h1 белый король | f8 белый конь · h8 чёрный король · f7 белая пешка · g7 чёрная пешка · h7 чёрная пешка · c4 белый ферзь · g4 чёрная пешка · a1 чёрный слон · h1 белый король | f8 белый конь · h8 чёрный король · f7 белая пешка · g7 чёрная пешка · h7 чёрная пешка · c4 белый ферзь · g4 чёрная пешка · a1 чёрный слон · h1 белый король | f8 белый конь · h8 чёрный король · f7 белая пешка · g7 чёрная пешка · h7 чёрная пешка · c4 белый ферзь · g4 чёрная пешка · a1 чёрный слон · h1 белый король | 1 |
|   | a | b | c | d | e | f | g | h |   |

Задача имеет девиз «Погоня любви». Решение:
1. Фf1! Cb2 (h6, h5) 2. Фb1! (угроза) — 3.Ф:h7×, 2… g6 3. Ф:С×
1… Cc3 (d4) 2. Фd3 g6 3. Ф:С×
1… Ce5 (f6) 2. Фf5 g6 3. Ф:С×
1… g3 2. Kg6+ hg 3. Фh3×

### Этюд
|   | a                                                                     | b                                                                     | c                                                                     | d                                                                     | e                                                                     | f                                                                     | g                                                                     | h                                                                     |   |
| - | --------------------------------------------------------------------- | --------------------------------------------------------------------- | --------------------------------------------------------------------- | --------------------------------------------------------------------- | --------------------------------------------------------------------- | --------------------------------------------------------------------- | --------------------------------------------------------------------- | --------------------------------------------------------------------- | - |
| 8 | h8 белый король · a6 чёрный король · c6 белая пешка · h5 чёрная пешка | h8 белый король · a6 чёрный король · c6 белая пешка · h5 чёрная пешка | h8 белый король · a6 чёрный король · c6 белая пешка · h5 чёрная пешка | h8 белый король · a6 чёрный король · c6 белая пешка · h5 чёрная пешка | h8 белый король · a6 чёрный король · c6 белая пешка · h5 чёрная пешка | h8 белый король · a6 чёрный король · c6 белая пешка · h5 чёрная пешка | h8 белый король · a6 чёрный король · c6 белая пешка · h5 чёрная пешка | h8 белый король · a6 чёрный король · c6 белая пешка · h5 чёрная пешка | 8 |
| 7 | h8 белый король · a6 чёрный король · c6 белая пешка · h5 чёрная пешка | h8 белый король · a6 чёрный король · c6 белая пешка · h5 чёрная пешка | h8 белый король · a6 чёрный король · c6 белая пешка · h5 чёрная пешка | h8 белый король · a6 чёрный король · c6 белая пешка · h5 чёрная пешка | h8 белый король · a6 чёрный король · c6 белая пешка · h5 чёрная пешка | h8 белый король · a6 чёрный король · c6 белая пешка · h5 чёрная пешка | h8 белый король · a6 чёрный король · c6 белая пешка · h5 чёрная пешка | h8 белый король · a6 чёрный король · c6 белая пешка · h5 чёрная пешка | 7 |
| 6 | h8 белый король · a6 чёрный король · c6 белая пешка · h5 чёрная пешка | h8 белый король · a6 чёрный король · c6 белая пешка · h5 чёрная пешка | h8 белый король · a6 чёрный король · c6 белая пешка · h5 чёрная пешка | h8 белый король · a6 чёрный король · c6 белая пешка · h5 чёрная пешка | h8 белый король · a6 чёрный король · c6 белая пешка · h5 чёрная пешка | h8 белый король · a6 чёрный король · c6 белая пешка · h5 чёрная пешка | h8 белый король · a6 чёрный король · c6 белая пешка · h5 чёрная пешка | h8 белый король · a6 чёрный король · c6 белая пешка · h5 чёрная пешка | 6 |
| 5 | h8 белый король · a6 чёрный король · c6 белая пешка · h5 чёрная пешка | h8 белый король · a6 чёрный король · c6 белая пешка · h5 чёрная пешка | h8 белый король · a6 чёрный король · c6 белая пешка · h5 чёрная пешка | h8 белый король · a6 чёрный король · c6 белая пешка · h5 чёрная пешка | h8 белый король · a6 чёрный король · c6 белая пешка · h5 чёрная пешка | h8 белый король · a6 чёрный король · c6 белая пешка · h5 чёрная пешка | h8 белый король · a6 чёрный король · c6 белая пешка · h5 чёрная пешка | h8 белый король · a6 чёрный король · c6 белая пешка · h5 чёрная пешка | 5 |
| 4 | h8 белый король · a6 чёрный король · c6 белая пешка · h5 чёрная пешка | h8 белый король · a6 чёрный король · c6 белая пешка · h5 чёрная пешка | h8 белый король · a6 чёрный король · c6 белая пешка · h5 чёрная пешка | h8 белый король · a6 чёрный король · c6 белая пешка · h5 чёрная пешка | h8 белый король · a6 чёрный король · c6 белая пешка · h5 чёрная пешка | h8 белый король · a6 чёрный король · c6 белая пешка · h5 чёрная пешка | h8 белый король · a6 чёрный король · c6 белая пешка · h5 чёрная пешка | h8 белый король · a6 чёрный король · c6 белая пешка · h5 чёрная пешка | 4 |
| 3 | h8 белый король · a6 чёрный король · c6 белая пешка · h5 чёрная пешка | h8 белый король · a6 чёрный король · c6 белая пешка · h5 чёрная пешка | h8 белый король · a6 чёрный король · c6 белая пешка · h5 чёрная пешка | h8 белый король · a6 чёрный король · c6 белая пешка · h5 чёрная пешка | h8 белый король · a6 чёрный король · c6 белая пешка · h5 чёрная пешка | h8 белый король · a6 чёрный король · c6 белая пешка · h5 чёрная пешка | h8 белый король · a6 чёрный король · c6 белая пешка · h5 чёрная пешка | h8 белый король · a6 чёрный король · c6 белая пешка · h5 чёрная пешка | 3 |
| 2 | h8 белый король · a6 чёрный король · c6 белая пешка · h5 чёрная пешка | h8 белый король · a6 чёрный король · c6 белая пешка · h5 чёрная пешка | h8 белый король · a6 чёрный король · c6 белая пешка · h5 чёрная пешка | h8 белый король · a6 чёрный король · c6 белая пешка · h5 чёрная пешка | h8 белый король · a6 чёрный король · c6 белая пешка · h5 чёрная пешка | h8 белый король · a6 чёрный король · c6 белая пешка · h5 чёрная пешка | h8 белый король · a6 чёрный король · c6 белая пешка · h5 чёрная пешка | h8 белый король · a6 чёрный король · c6 белая пешка · h5 чёрная пешка | 2 |
| 1 | h8 белый король · a6 чёрный король · c6 белая пешка · h5 чёрная пешка | h8 белый король · a6 чёрный король · c6 белая пешка · h5 чёрная пешка | h8 белый король · a6 чёрный король · c6 белая пешка · h5 чёрная пешка | h8 белый король · a6 чёрный король · c6 белая пешка · h5 чёрная пешка | h8 белый король · a6 чёрный король · c6 белая пешка · h5 чёрная пешка | h8 белый король · a6 чёрный король · c6 белая пешка · h5 чёрная пешка | h8 белый король · a6 чёрный король · c6 белая пешка · h5 чёрная пешка | h8 белый король · a6 чёрный король · c6 белая пешка · h5 чёрная пешка | 1 |
|   | a                                                                     | b                                                                     | c                                                                     | d                                                                     | e                                                                     | f                                                                     | g                                                                     | h                                                                     |   |

Пример известного манёвра Рети. Решение:
1. Kpg7! h4
2. Kpf6 Kpb6, если 2… h3, тогда 3. Kpe7 h2 4. c7 Kpb7 5. Kpd7 и обе пешки доходят до последней горизонтали — ничья.
3. Kpe5! Кр: c6, если 3… h3, тогда 4. Kpd6 h2 5. c7 с ничьей.
4. Kpf4 ничья.